# Yacolidabouo
Yacolidabouo est une localité située au sud-ouest de la Côte d'Ivoire et appartenant au département de Soubré, dans la Région du Bas-Sassandra. La localité de Yacolidabouo est un chef-lieu de commune située entre Soubré et Gagnoa, à 350 km d'Abidjan.

## Économie
L'économie de la localité est principalement basée sur la culture de l'Hévéa et d'autres cultures comme le cacao, le riz.

## Industrie
La localité de Yacolidabouo dispose d'une Société Africaine de Plantations d'Hévéas (SAPH).

## Médias
Yacolidabouo dispose d'une radio locale (Radio Ouyiné).

## Personnalités liées à la localité
- M. Marcel Zadi Kessi (ancien président du conseil économique et social).

## Éducation
- un collège moderne[4]
- 3 écoles primaires